# Tactostoma macropus
Tactostoma macropus är en fiskart som beskrevs av Bolin, 1939. Tactostoma macropus ingår i släktet Tactostoma och familjen Stomiidae. Inga underarter finns listade i Catalogue of Life.